# Stigmacros clivispina
Stigmacros clivispina är en myrart som först beskrevs av Auguste-Henri Forel 1902.  Stigmacros clivispina ingår i släktet Stigmacros och familjen myror. Inga underarter finns listade i Catalogue of Life.